# Wallace (Nouvelle-Écosse)
Pour les articles homonymes, voir Wallace.
Wallace est un village du comté de Cumberland en Nouvelle-Écosse. Le village fut fondé par les Acadiens et s'appelait Ramchèque. La population fut déportée en août 1755 durant le raid d'Abijah Willard.